# Brothers in Arms 2: Global Front
Brothers in Arms 2: Global Front (с англ. — «Братья по оружию 2: Глобальный Фронт») — шутер от первого лица на тему Второй мировой войны от компаний Gearbox Software, Ubisoft и Gameloft для iPod touch, iPad и iPhone. Приложение к серии игр Brothers in Arms.

## Сюжет
Главный персонаж игры — капрал Американской армии Дэвид Уилсон. В конце прологовой кампании на Соломоновых островах он получает ранение и в госпитале узнаёт, что его брата Эрика лишили данной ему посмертно Медали Почёта. На протяжении остальных кампаний он пытается выяснить правду. В патруле 30 сентября 1945 года он узнает, что виноват в его смерти Лейтенант Американской Армии Билл Дайер, который занимался контрабандой медикаментов с чёрного рынка, от которых погиб Эрик.
В конце игры японский солдат пытается убить Дайера, а игроку предоставляется выбор, спасти его или нет. В любом случае, игра заканчивается выживанием Дайера и очищением имени Эрика.

## Геймплей
Игровой процесс более схож с серией Modern Combat. Игра полностью ведется от первого лица, за исключением случаев, когда игрок прячется за укрытием.
Игра управляется виртуальными кнопками на экране. Виртуальный джойстик используется для движения, а прицеливание осуществляется движением пальца по сенсорному экрану. Игрок также может приседать, бросать гранаты, использовать мушку для точного наведения оружия, перезаряжать и менять оружие, подбирать оружие, наносить врагам удары ножом. Все элементы управления можно настроить в главном меню.
В многопользовательский режим можно играть как через локальное соединение Wi-Fi и Bluetooth, так и через интернет-соединение. Когда игроки убивают противника, они получают жетоны. Затем их можно использовать для покупки подкрепления, оружия, боеприпасов и снаряжения, такого как гранаты и аптечки.

## Кампания
В игре есть 5 локаций-глав: Соломоновы острова, Северная Африка, Сицилия, Европа, Япония. В 1-й — 3 оборонительных, 3 штурмовых. Во 2-й 4 штурмовых миссии (из них — 2 на технике), 3 опекающих (две снайперские миссии, одна на технике) , 3 оборонительных (одна на технике). В 3-й кампании 10 штурмовых миссий, 3 оборонительных и 1 опекающая (на планере). В 4-й кампании 10 штурмовых миссий (из них 2 на танке), 3 оборонительных, 2 опекающих (одна на автомобиле). В 5-й кампании 5 штурмовых и 1 оборонительная.

## Мультиплеер
В мультиплеере есть 5 карт:
- Остров (Соломоновы острова)
- Мосты (Сицилия)
- Сицилийские улицы (Сицилия)
- Нормандские улицы (Нормандия)
- Тунис (Африка)

Каждая из них сбалансирована так, что у каждой команды (при режиме команда на команду или штурм) равное количество территории и респаундов.
Есть 3 режима игры: Сам за себя, команда на команду, штурм (доминация), Можно проставить настройки на Время (10 — 50 или без лимита на время, но при этом игра полагается на убийства), Игроки (2, 4, 6).
В мультиплеере есть 3 улучшения (reinforcement) — Стрелок (15 медальонов), Снайпер (25 медальонов), тяжёлый солдат (базука, панцерфауст) (2 звезды).

## Валюта
В игре есть валюта. Собачьи медальоны (солдатские медальоны) — базовая и бесплатная валюта. Её зарабатывают за проведенные бои (бонус учитывается), и мультиплеером (играя и убивая). Есть и платная (звёзды) их можно покупать через Itunes за доллары (реальные деньги) через кредитную карту. Также их можно заработать бесплатно за просмотр рекламных роликов.

## Критика
Игра получила в основном положительные отзывы. На основе пяти обзоров на Metacritic исходная версия iOS получила оценку 83 из 100.
Трейси Эриксон из Pocket Gamer оценил игру в 7 баллов из 10. Он критически отнесся к элементам управления, утверждая, что на экране слишком много кнопок, а также считает, что некоторые уровни были плохо спроектированы. Он утверждает, что «Brothers in Arms 2 преподносит разнообразие и свежесть, несмотря на множество мелких недостатков».
Леви Бьюкенен из IGN поставил оценку 7,7 из 10. Он критиковал линейность игрового процесса, схему управления и непрактичную сюжетную линию, но похвалил графику и пришёл к выводу, что Brothers in Arms 2: Global Front стала гораздо лучше по сравнению с первой частью игры, но на вершину списка телефонных шутеров я должен поставить NOVA. Тем не менее, благодаря великолепным элементам декора Global Front остается лучшей игрой, по сравнению с большинством шутеров в App Store. Если бы Gameloft уменьшил количество кнопок на экране, было бы намного лучше».
Блейк Паттерсон из TouchArcade поставил игре 4 балла из 5, заявив, что она лучше первой части во всех отношениях. Он назвал ее «очень приятным, насыщенным действием шутером с крайне напряженными боевыми сценами, что превращает эту новинку от Gameloft в игру от которой трудно отказаться».
Найджел Вуд из TouchGen также оценил игру в 4 балла из 5, похвалив графику и настраиваемые элементы управления, но раскритиковал линейность игры, слабый ИИ, сюжетную линию и озвучку, заявив: «Спасает эту игру от провала только многопользовательский режим, который включает до восьми игроков, разнообразные детализированные арены, большой выбор оружия и, что наиболее важно, к обычным смертельным матчам и командным смертельным матчам добавлен режим доминирования/захвата флага».